# Mengistu Lemma
Mengistu Lemma (1924–1988) fue un dramaturgo y poeta etíope en lengua amhárica.
Nacido en Harar, hijo de Alèqa Lemma Hailu y Wro Abebech Yilma. Tras realizar los estudios religiosos tradicionales en la iglesia de Tiqo Mekane Selassie, donde su padre era Alèqa (título dado a los líderes religiosos). Se trasladó a la capital Adís Abeba porque su padre había sido transferido a la capital como Alèqa de la iglesia Qatchane Medhane'alem. Allí fue admitido a la escuela Kotebe Qedamawi Haile Selassie.
En 1948, Mengistu aprobó el examen de ingreso en la Regent Street Polytechnic School de Londres. Más tarde acudiría a la London School of Economics. En los seis años que siguieron en Londres, conoció y trabó amistad con el dramaturgo británico George Bernard Shaw.
En 1954, Mengistu volvió a Etiopía y fue enviado como funcionario a la embajada de Etiopía en la India. Allí completó su obra Telfo Be Kissie (Boda por abducción, 1959), que había creado para una ceremonia de boda durante su estancia en Etiopía. La obra fue la primera comedia moderna en la historia del teatro etíope. También escribió Yalacha Gabicha (Boda de desiguales, 1964), Tsere Colonialist y Bale Kaba Ena Bale Daba (1979). También tradujo El oso de Antón Chéjov con el título de Dandiew Chabude y An Inspector Calls de J.B. Priestley con el título de Tayaqi al amhárico. También publicó el primer libro en amárico sobre técnicas dramáticas.
Las obras de Mengistu Lemma están dominadas por diversos temas sociales y políticos, además de otros tradicionales y culturales:
- Telfo Be Kissie: la obra trata sobre la realidad social dominante en la Etiopía de la época, es decir, con la abducción. La abducción se consideraba una forma de matrimonio (tanto si la mujer estaba de acuerdo como si no) en las sociedades tradicionales etíopes. Mengistu Lemma expresó su esperanza en el desarrollo de una sociedad e hombres que dieran prioridad a la racionalidad y respetasen los intereses de las mujeres a través de su personaje principal, Bezabih.

- Yalacha Gabicha: esta obra trata sobre la idea del matrimonio entre dos personas, Bahiru, que representa a las clases altas de la sociedad, y Belete, que representa a la clase más baja. También ara una realidad social tradicional en Etiopía el dividir a la gente en linajes de sangre y no aceptar el matrimonio entre miembros de distintas clases. Pero Bahiru, que era de la clase alta y a la vez culto, rompió esta tradición casándose con Belete, que sólo era una sirviente en su casa. La obra también trata con otros temas sociales, como la brujería.

- Tsere Colonialist: esta obra de teatro histórica, muestra la situación política y social en Etiopía durante los años de ocupación italiana. También realsta la contribución de los Ye Wust Arbegnoch, patriotas de las ciudades y villas que apoyaron a los patriotas en los frentes de guerra, pasando información y entregando armas y comida.

- Bale Kaba Ena Bale Daba: trata sobre las diferencias filosóficas, ideológicas y de estándar entre los etíopes jóvenes y estudiados y sus diferencias en temas como el materialismo y el idealismo, el socialismo y el capitalismo. Uno de los principales personajes, Techane, muestra un carácter egoísta y no tiene interés en la idea de la erradicación de la pobreza en su país. La erradicación de la pobreza era una promesa que se habían hecho todos los intelectuales de la época, incluyendo a Techane, mientras estaban estudiando en el extranjero. Pero tras volver a casa, no permanece fiel a su promesa y lleva una vida lujosa. Su antiguo compañero de clase y amigo, Gezmu, que mantiene su promesa, es visto como su principal oponente.